# 日ノ出町 (宮崎市)
日ノ出町（ひのでちょう）とは、宮崎県宮崎市内の地名。檍地域自治区に属している。郵便番号は880-0856。

## 地理
宮崎市の中心部、檍地域自治区に属する。県道に沿って再開発・区画整理が進む住宅街となっている。北を吉村町・稗原町・新栄町、東を港2丁目、南を田代町・小戸町、西を一の宮町に接する。

## 歴史
- 昭和20年代 - 吉村町から日ノ出町が成立。

## 世帯数と人口
2023年（令和5年）9月1日現在の世帯数と人口は以下の通りである。
| 町丁     | 世帯数  | 人口  |
| -------- | ------- | ----- |
| 日ノ出町 | 346世帯 | 625人 |

## 小・中学校の学区
市立小・中学校に通う場合、学区は以下の通りとなる。
| 町名     | 小学校               | 中学校             |
| -------- | -------------------- | ------------------ |
| 日ノ出町 | 宮崎市立宮崎港小学校 | 宮崎市立宮崎中学校 |

## 交通

### バス
宮交グループの運営するバスが営業している。

### 道路
- 宮崎県道10号宮崎インター佐土原線

## 施設
- 宮崎県立宮崎海洋高等学校
- 宮崎日ノ出郵便局